# The Mountaineer's Honor
The Mountaineer's Honor é um filme mudo norte-americano de 1909 em curta-metragem, do gênero drama, dirigido por D. W. Griffith. O filme foi interpretado pelos atores Mary Pickford, Owen Moore, Kate Bruce, George O. Nicholls, Arthur Johnson, James Kirkwood.
Cópia do filme encontra-se conservada.